# Tex Rudloff
Walter Cecil "Tex" Rudloff (Texas, 8 de agosto de 1926 — Los Angeles, 10 de outubro de 2015) foi um engenheiro de som norte-americano.